# Bettina Lancaster
Bettina Lancaster (* 17. April 1964 in Kirchdorf an der Krems) ist eine österreichische Politikerin der Sozialdemokratischen Partei Österreichs (SPÖ). Seit 2009 ist sie Bürgermeisterin der Gemeinde Steinbach am Ziehberg. Vom 12. Februar 2019 bis zum 9. Dezember 2024 war sie vom Oberösterreichischen Landtag entsandtes Mitglied des Bundesrates.

## Leben

### Ausbildung und Beruf
Bettina Lancaster besuchte nach der Volksschule in Steinbach am Ziehberg und der Hauptschule in Scharnstein das Bundesrealgymnasium in Kirchdorf an der Krems, wo sie 1983 maturierte. Anschließend begann sie ein Studium der Biologie/Genetik an der Universität Wien, das sie 1989 als Magistra abschloss.
Von 1998 bis 2000 absolvierte sie einen berufsbegleitenden Lehrgang für Projektleiter in Schlierbach. Von 1991 bis 1993 war sie einem Büro im Bereich Public Relations tätig, von 1996 bis 2018 arbeitete sie als Projektleiterin bei STUDIA – Studienzentrum für internationale Analysen. Sie ist verheiratet und Mutter zweier Kinder.

### Politik
Bettina Lancaster ist seit 2003 in der Kommunalpolitik tätig, bis 2009 war sie im Gemeindevorstand, seit 2009 ist sie Bürgermeisterin der Gemeinde Steinbach am Ziehberg. 2017 wurde sie als Nachfolgerin von Ewald Lindinger zur SPÖ-Bezirksparteivorsitzenden im Bezirk Kirchdorf gewählt, bei der Nationalratswahl 2017 kandidierte sie als Bezirksspitzenkandidatin der SPÖ.
Seit dem 12. Februar 2019 ist sie vom Oberösterreichischen Landtag entsandtes Mitglied des Bundesrates, wo sie ebenfalls Ewald Lindinger nachfolgte. Nach der Landtagswahl 2021 wurde sie zu Beginn der XXIX. Gesetzgebungsperiode neben Dominik Reisinger als Bundesrätin bestätigt.
Im November 2021 wurde sie auf der Bundeskonferenz des Sozialdemokratischen GemeindevertreterInnenverbands Österreich (GVV) neben Stephan Auer-Stüger zur Stellvertreterin des Vorsitzenden Andreas Kollross gewählt. Im März 2022 wurde sie Vorsitzende des Verbandes der Sozialdemokratischen Gemeindevertreter*innen Oberösterreichs und unter Präsident Alfred Riedl Vizepräsidentin des Österreichischen Gemeindebundes. Bei der ordentlichen Bezirkskonferenz der SPÖ Kirchdorf wurde sie im Juli 2022 als Bezirksparteivorsitzende wiedergewählt.
Im November 2024 wurde bekanntgegeben, dass sie mit 9. Dezember 2024 ihr Mandat im Bundesrat zurücklegt. Für sie rückte Sebastian Forstner nach. Im März 2025 folgte ihr Horst Hufnagl als SPÖ-Bezirksvorsitzender im Bezirk Kirchdorf nach.